# 국도 제147호선 (일본)

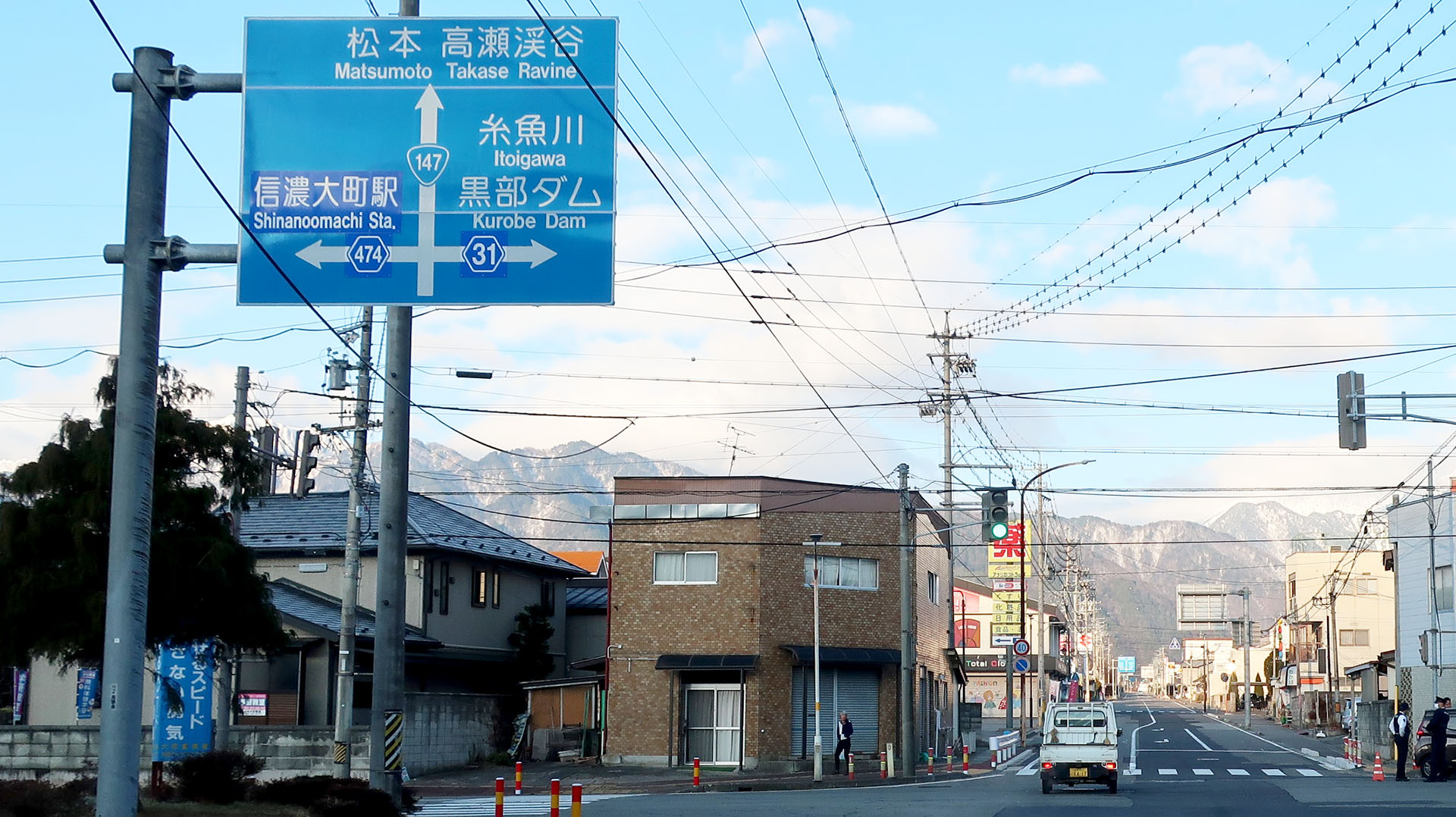
국도 147, 148호선의 기점
나가노현 오마치시 다이코쿠초 교차로

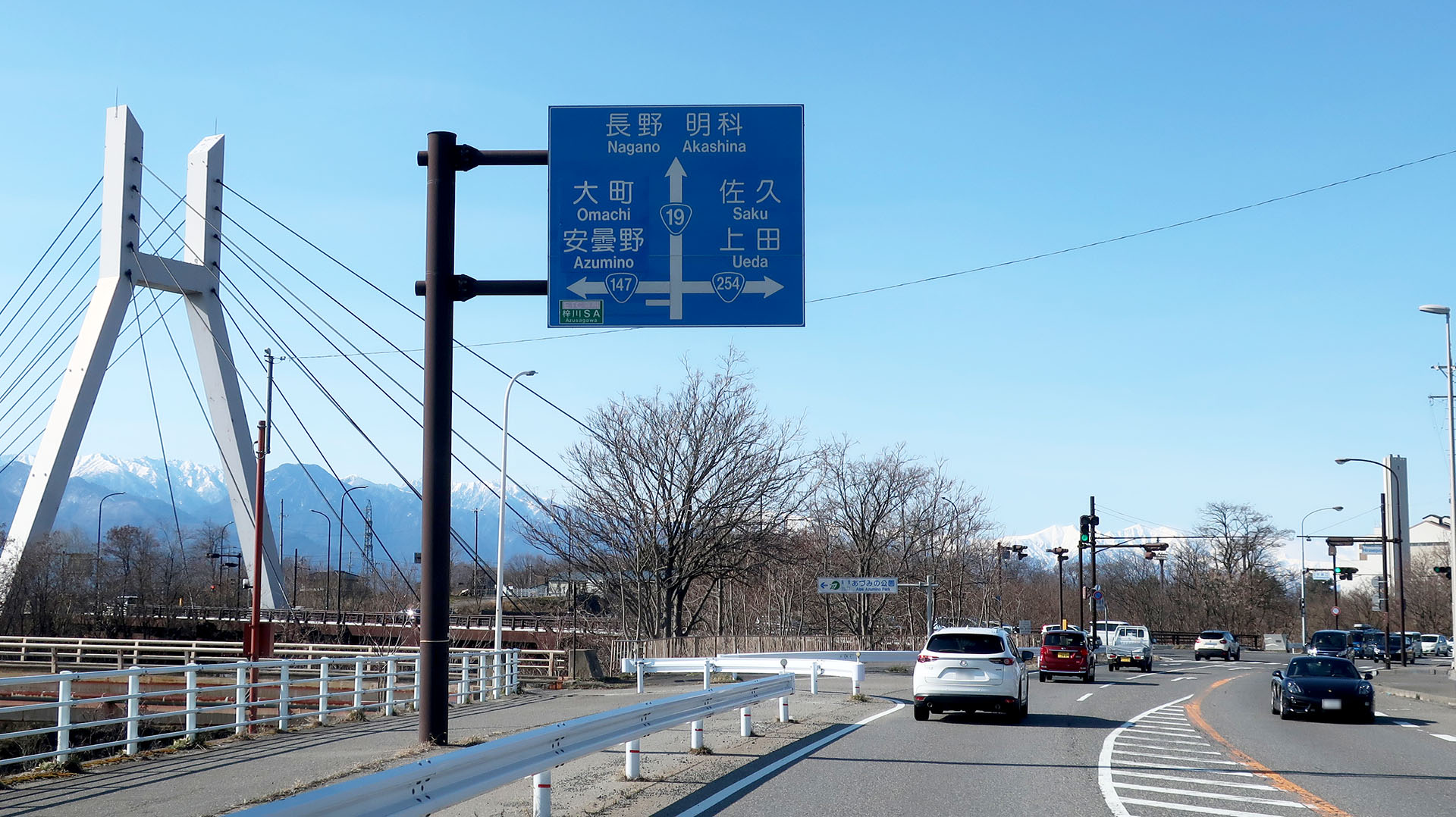
국도 147호선의 종점
나가노현 마쓰모토시 히라세구치 교차로

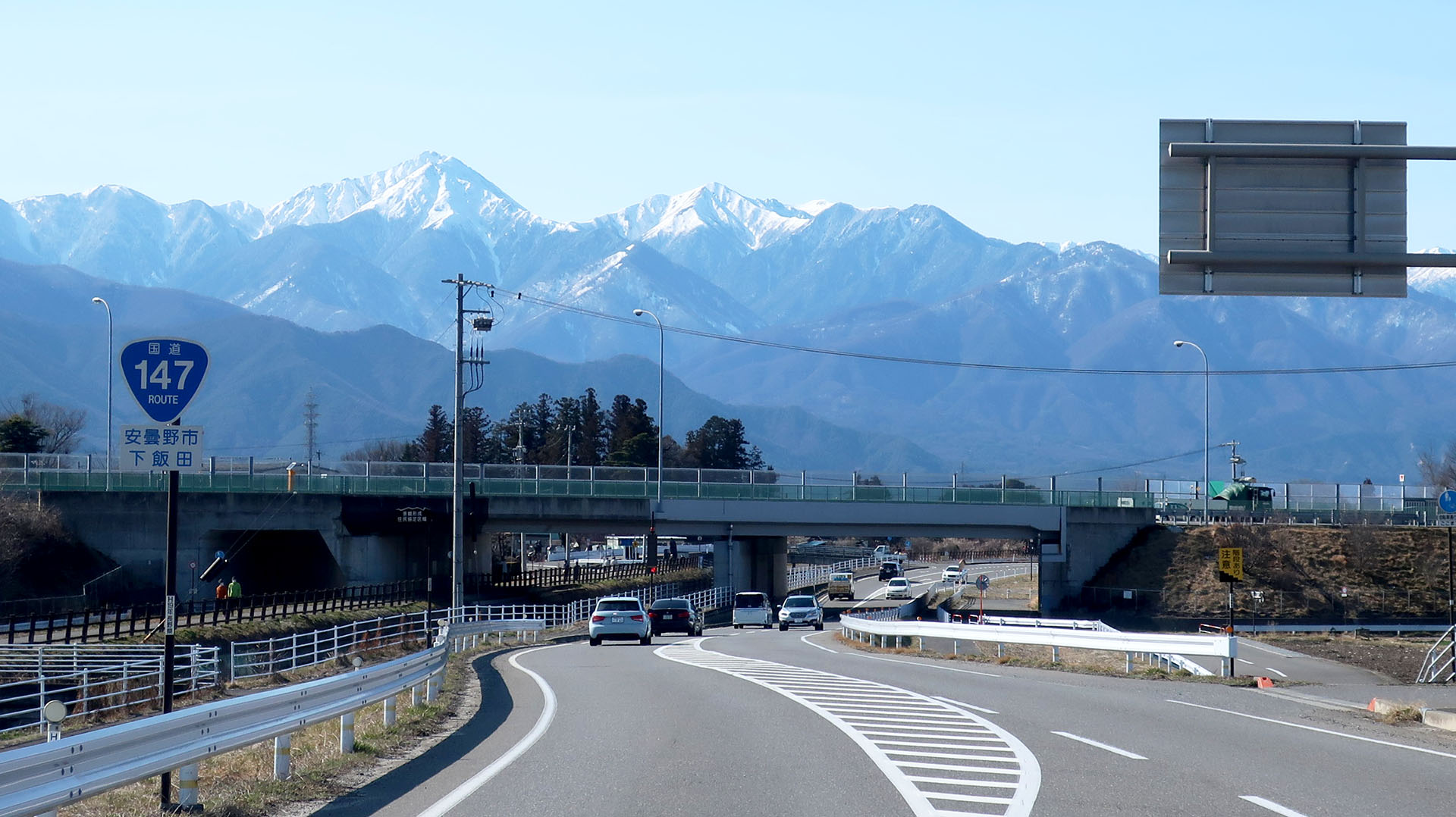
나가노현 아즈미노시 시모이이다
(2021년 3월 촬영)

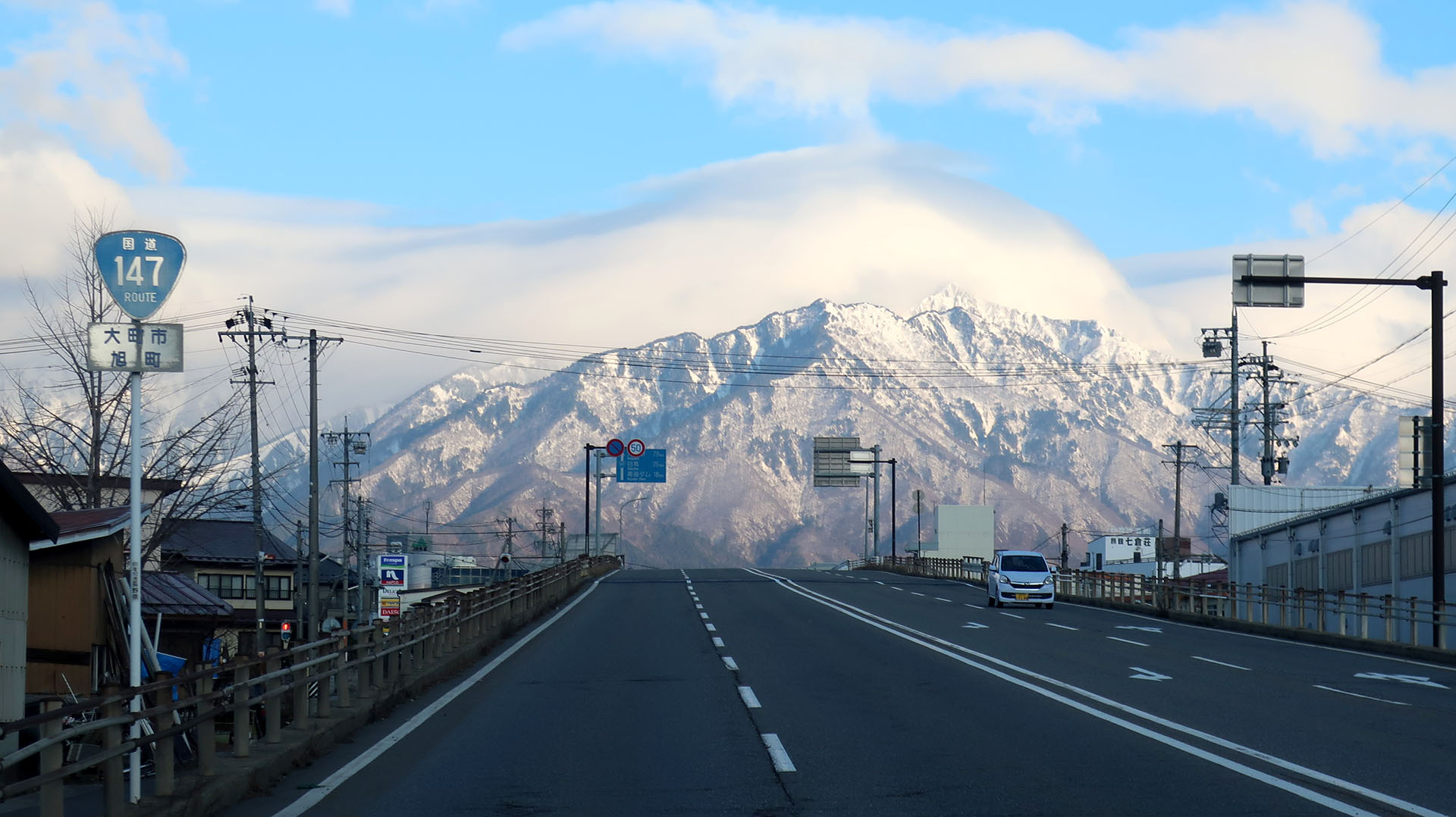
오마치 바이패스
나가노현 오마치시 오마치 아사히마치

국도 제147호선(일본어: 国道147号 こくどう147ごう[*])은 나가노현 오마치시에서 마쓰모토시까지 이르는 일본의 일반 국도로, 총 연장은 31.4 km이다.

## 개요
기점인 오마치시로부터 남하하여, 아즈미노시를 거쳐 종점인 마쓰모토시까지 이르는 노선으로, 기타알프스 지역과 마쓰모토 지역을 연결하는 도로로 절찬리에 이용되고 있다. 또한 당 노선과의 기점인 오마치시에서 접속하고 있는 국도 제148호선과의 두 노선 모두 지쿠니 가도에 해당하는 길이 일부 구성되어 있어, 이와 함께 병설된 동일본여객철도 오이토선과 병주한다.

### 노선 정보
일반 국도의 노선을 지정하고 있는 정령에 의거한 기종점 및 경유지는 다음과 같다.
- 기점 : 오마치시 (다이코쿠초 교차로 = 국도 제148호선과의 기점 및 나가노현도 제31호선·나가노현도 제474호선과의 종점)
- 종점 : 마쓰모토시 (히라세구치 교차로 = 국도 제19호선과의 교점, 국도 제254호선과의 종점)
- 중요한 경과지 : 나가노현 미나미아즈미군(일본어판) 호타카정[B]
- 총 연장 : 31.4 km
- 중용 연장 : 없음
- 실제 연장 : 31.4 km
  - 현도 : 30.5 km
  - 구도 : 없음
  - 신도 : 0.9 km
- 지정 구간 : 없음

## 역사
- 1953년 (쇼와 28년) 5월 18일 : 2급 국도 147호 오마치 마쓰모토선으로 지정 시행[C]
- 1965년 (쇼와 40년) 4월 1일 : 도로법 개정에 따라 1급과 2급의 구분을 없애고 일반 국도 147호선으로 전환

## 지리

### 통과하는 지자체
- 나가노현
  - 오마치시 - 기타아즈미군 마쓰카와촌 - 아즈미노시 - 마쓰모토시

### 통과하는 도로
국도
- 국도 제148호선
- 국도 제19호선
- 국도 제254호선

현도
- 나가노현도 제31호선
- 나가노현도 제474호선
- 나가노현도 제326호선
- 나가노현도 제306호선
- 나가노현도 제51호선
- 나가노현도 제55호선
- 나가노현도 제304호선
- 나가노현도 제450호선
- 나가노현도 제275호선
- 나가노현도 제329호선
- 나가노현도 제25호선
- 나가노현도 제307호선
- 나가노현도 제85호선
- 나가노현도 제310호선
- 나가노현도 제495호선
- 나가노현도 제31호선
- 나가노현도 제57호선
- 나가노현도 제316호선
- 나가노현도 제48호선

### 노선 버스
- 이케다 정영버스(일본어판) : 아즈미노선, 마쓰카와선

## 참고 문헌
- 昭文社 (1993년 4월), 《スーパーマップル 関東地方道路地図》 1판, 昭文社, ISBN 4-398-62518-6
- 昭文社 (1996년 1월), 《県別マップル 長野県1/3万道路地図》 1판, 昭文社, ISBN 4-398-62620-4